# Associazione Calcio Legnano 1981-1982
Questa voce raccoglie le informazioni riguardanti l'Associazione Calcio Legnano nelle competizioni ufficiali della stagione 1981-1982.

## Stagione

Gabriele Savino (qui alla Carrarese), al Legnano dal 1980 al 1982.

La stagione si apre con il cambio di ragione sociale, che passa da "associazione sportiva" a società a responsabilità limitata. Prima dell'inizio del torneo lo Stadio Comunale di Legnano, che ospita le partite interne dei Lilla, viene ampliato e completato con la realizzazione di nuovi settori e delle coperture delle tribune centrali. Inoltre è realizzata la zona destinata alla stampa locale. Questi lavori sono accollati dall'Associazione Calcio Legnano.
Memore dei risultati deludenti del campionato precedente, la dirigenza decide di rivoluzionare l'organico. Vengono acquistati i difensori Giovanni Cozzi e Ferdinando Gaverini, i centrocampisti Vito De Lorentis e Dario Catena e l'attaccante Roberto Baldan. È anche riscattato il cartellino del difensore Davide Roncaglia, mentre sul fronte cessioni viene venduto l'attaccante Davide Onorini.
I Lilla ottengono il 4º posto in classifica con 39 punti nel girone A della Serie C2, a 6 lunghezze dalla zona promozione. Invece, in Coppa Italia Serie C, il Legnano, dopo essere giunto primo nel girone 3 ed aver battuto il Monza nei sedicesimi di finale e il Parma negli ottavi, viene eliminato ai quarti dal Vicenza, che vince poi la competizione.

## Divise e sponsor
| Casa |

## Organigramma societario
Area direttiva
- Presidente: comm. Giovanni Mari

Area tecnica
- Allenatore: Pietro Maroso

## Rosa
| N. |                   | Ruolo | Calciatore          |
| -- | ----------------- | ----- | ------------------- |
|    | Italia (bandiera) | A     | Roberto Baldan      |
|    | Italia (bandiera) | p     | Luigi Belletta      |
|    | Italia (bandiera) | C     | Dario Bottoni       |
|    | Italia (bandiera) | C     | Dario Catena        |
|    | Italia (bandiera) | D     | Giovanni Cozzi      |
|    | Italia (bandiera) | C     | Vito De Lorentis    |
|    | Italia (bandiera) | C     | Daniele Fortunato   |
|    | Italia (bandiera) | D     | Ferdinando Gaverini |
|    | Italia (bandiera) | D     | Oscar Lesca         |

| N. |                   | Ruolo | Calciatore        |
| -- | ----------------- | ----- | ----------------- |
|    | Italia (bandiera) | D     | Nicola Liquindoli |
|    | Italia (bandiera) | A     | Davide Onorini    |
|    | Italia (bandiera) | A     | Gaetano Paolillo  |
|    | Italia (bandiera) | A     | Walter Puricelli  |
|    | Italia (bandiera) | D     | Davide Roncaglia  |
|    | Italia (bandiera) | C     | Giovanni Rota     |
|    | Italia (bandiera) | C     | Gabriele Savino   |
|    | Italia (bandiera) | A     | Angelo Ticozzelli |
|    | Italia (bandiera) | C     | Giovanni Xotta    |

## Risultati

### Campionato

#### Girone di andata
| Arbitro: | Scancarello (Caltanissetta) |

|                                     |           |  |
| Colloca 29’ Sannino 33’ Salerno 81’ | Marcatori |  |

| Arbitro: | Pozzati (Alghero) |

|                           |           |            |
| Puricelli 35’ (rig.), 75’ | Marcatori | 3’ Lomanno |

| Savona 4 ottobre 1981 3ª giornata | Savona        | 0 – 0 | Legnano | Stadio Valerio Bacigalupo\| Arbitro: \| Isola (Parma) \| |
| Arbitro:                          | Isola (Parma) |       |         |                                                          |

| Arbitro: | Tonon (Conegliano) |

|                                      |           |                             |
| De Lorentis 5’ Savino 49’ Baldan 66’ | Marcatori | 4’ Bucciarelli 60’ Brunetti |

| Arbitro: | Cesca (Latisana) |

|              |           |            |
| F. Corti 13’ | Marcatori | 39’ Baldan |

| Arbitro: | Padovan (Gorizia) |

|                                           |           |  |
| De Lorentis 34’ Onorini 84’ Puricelli 86’ | Marcatori |  |

| [[Crema]] 1º novembre 1981 7ª giornata | Pergocrema        | 0 – 0 | Legnano | Stadio Giuseppe Voltini\| Arbitro: \| Baldacci (Torino) \| |
| Arbitro:                               | Baldacci (Torino) |       |         |                                                            |

| Arbitro: | Fabricatore (Roma) |

|                                   |           |                                                                 |
| De Lorentis 53’ (rig.) Baldan 73’ | Marcatori | 74’ Visentin 85’ Di Prospero 88’ Beccattini 89’ (rig.) Barducci |

| Arbitro: | De Santis (Treviso) |

|                        |           |  |
| Quagliaroli 27’ (rig.) | Marcatori |  |

| Arbitro: | Isola (Parma) |

|                                          |           |               |
| De Lorentis 24’ Fortunato 68’ Baldan 78’ | Marcatori | 90+2’ Zanotti |

| Arbitro: | Giometti (Genova) |

|                         |           |  |
| Dell'Olio 48’ Galli 69’ | Marcatori |  |

| Legnano 6 dicembre 1981 12ª giornata | Legnano            | 0 – 0 | Fanfulla | Stadio Comunale\| Arbitro: \| Zambelli (Brescia) \| |
| Arbitro:                             | Zambelli (Brescia) |       |          |                                                     |

| Arbitro: | Sarti (Modena) |

|                       |           |                          |
| Baldan 13’ Savino 58’ | Marcatori | 40’ Morini 43’ Marchetti |

| Arbitro: | Bragagnolo (Torino) |

|                                          |           |  |
| Bressani 11’ Zerbio 21’ Lesca 86’ (aut.) | Marcatori |  |

| Legnano 3 gennaio 1982 15ª giornata | Legnano          | 0 – 0 | Virescit Boccaleone | Stadio Comunale\| Arbitro: \| Baldas (Trieste) \| |
| Arbitro:                            | Baldas (Trieste) |       |                     |                                                   |

| Arbitro: | Bruni (Arezzo) |

|  |           |                 |
|  | Marcatori | 61’ De Lorentis |

| Arbitro: | Schiavon (Padova) |

|                |           |  |
| Ticozzelli 49’ | Marcatori |  |

#### Girone di ritorno
| Arbitro: | Barbaraci (Cagliari) |

|                |           |  |
| Ticozzelli 78’ | Marcatori |  |

| Arbitro: | Cesca (Latisana) |

|              |           |  |
| F. Prati 28’ | Marcatori |  |

| Arbitro: | Picchio (Macerata) |

|                             |           |  |
| Onorini 14’ Rota 78’ (rig.) | Marcatori |  |

| Arbitro: | Nencini (Roma) |

|                        |           |  |
| Simonelli 72’ Gino 90’ | Marcatori |  |

| Arbitro: | De Luca (Napoli) |

|                                                           |           |  |
| De Lorentis 37’ Rota 64’ (rig.) Ticozzelli 71’ Baldan 82’ | Marcatori |  |

| Casatenovo 28 febbraio 1982 23ª giornata | Casatese            | 0 – 0 | Legnano | Stadio Comunale\| Arbitro: \| Carrubba (Siracusa) \| |
| Arbitro:                                 | Carrubba (Siracusa) |       |         |                                                      |

| Arbitro: | Lamberti (Barletta) |

|                 |           |              |
| List 61’ (aut.) | Marcatori | 18’ E. Rossi |

| Arbitro: | Baldas (Trieste) |

|             |           |  |
| Visentin 2’ | Marcatori |  |

| Arbitro: | Ciaccio (Napoli) |

|                           |           |              |
| Savino 34’ Ticozzelli 87’ | Marcatori | 63’ Simonini |

| Arbitro: | Bruni (Arezzo) |

|  |           |            |
|  | Marcatori | 46’ Savino |

| Arbitro: | Pozzati (Alghero) |

|                                                 |           |                           |
| Savino 12’ Baldan 63’, 65’ Benedetti 87’ (aut.) | Marcatori | 6’ (rig.), 20’, 33’ Negri |

| Lodi 25 aprile 1982 29ª giornata | Fanfulla               | 0 – 0 | Legnano | Stadio Dossenina\| Arbitro: \| Tagliapietra (Vicenza) \| |
| Arbitro:                         | Tagliapietra (Vicenza) |       |         |                                                          |

| Arbitro: | Frigerio (Milano) |

|                      |           |            |
| Rovellini 32’ (rig.) | Marcatori | 58’ Baldan |

| Arbitro: | Baldacci (Torino) |

|                 |           |            |
| De Lorentis 32’ | Marcatori | 51’ Zerbio |

| Arbitro: | Cicuti (Roma) |

|                  |           |               |
| Bolis 90’ (rig.) | Marcatori | 81’ Roncaglia |

| Arbitro: | Bailo (Novi Ligure) |

|                            |           |                       |
| Rota 39’ (rig.) Savino 74’ | Marcatori | 44’ Folli 81’ Pozzoli |

| Arbitro: | Ruffinengo (Savona) |

|  |           |            |
|  | Marcatori | 34’ Baldan |

### Coppa Italia Serie C

#### Girone 3

##### Girone d'andata
| Arbitro: | Zambelli (Brescia) |

|                                   |           |  |
| De Lorentis 58’ (rig.) Baldan 73’ | Marcatori |  |

| 26 agosto 1981 2ª giornata |  | – Turno di riposo per il Legnano |  |  |

| Rho 30 agosto 1981 3ª giornata | Rhodense | 0 – 1 | Legnano | Stadio Comunale "Luigi Panico" |

##### Girone di ritorno
| Busto Arsizio 2 settembre 1981 4ª giornata | Pro Patria          | 0 – 0 | Legnano | Stadio Carlo Speroni\| Arbitro: \| Calafiore (Brescia) \| |
| Arbitro:                                   | Calafiore (Brescia) |       |         |                                                           |

| 6 settembre 1981 5ª giornata |  | – Turno di riposo per il Legnano. |  |  |

| Legnano 13 settembre 1981 6ª giornata | Legnano | 2 – 0 | Rhodense | Stadio Comunale |

#### Sedicesimi di finale
| Arbitro: | Scevola (Milano) |

|                |           |  |
| Ticozzelli 10’ | Marcatori |  |

| Arbitro: | Albertini (Voghera) |

|             |           |              |
| Galluzzo 8’ | Marcatori | 118’ Onorini |

#### Ottavi di finale
| Arbitro: | D'Alascio (Pisa) |

|                |           |  |
| D'Agostino 50’ | Marcatori |  |

| Arbitro: | Dalfovo (Trento) |

|                                             |                      |                      |
| De Lorentis 5’ Rota 70’ (rig.), 118’ (rig.) | Marcatori            | 60’ Cannata 96’ Pari |
|                                             | Tiri di rigore 8 – 6 |                      |

#### Quarti di finale
| Legnano 31 marzo 1982 Andata | Legnano | 0 – 0 | L.R. Vicenza | Stadio Comunale |

| Vicenza 14 aprile 1982 Ritorno | L.R. Vicenza | 6 – 1 | Legnano | Stadio Romeo Menti |

## Statistiche

### Statistiche di squadra
| Competizione         | Punti | Totale | Totale | Totale | Totale | Totale | Totale | DR |
| Competizione         | Punti | G      | V      | N      | P      | Gf     | Gs     | DR |
| -------------------- | ----- | ------ | ------ | ------ | ------ | ------ | ------ | -- |
| Serie C2             | 39    | 34     | 13     | 13     | 8      | 39     | 34     | +5 |
| Coppa Italia Serie C | 7     | 4      | 3      | 1      | 0      | 5      | 0      | +5 |

### Statistiche dei giocatori
| Giocatore      | Serie C2 | Serie C2 |
| Giocatore      | Presenze | Reti     |
| -------------- | -------- | -------- |
| R. Baldan      | 32       | 10       |
| L. Belletta    | 34       | 0        |
| D. Bottoni     | 1        | 0        |
| D. Catena      | 29       | 0        |
| G. Cozzi       | 18       | 0        |
| V. De Lorentis | 30       | 7        |
| D. Fortunato   | 21       | 1        |
| F. Gaverini    | 14       | 0        |
| O. Lesca       | 33       | 0        |
| N. Liquindoli  | 14       | 0        |
| D. Onorini     | 27       | 2        |
| G. Paolillo    | 0        | 0        |
| W. Puricelli   | 19       | 3        |
| D. Roncaglia   | 33       | 1        |
| G. Rota        | 29       | 3        |
| G. Savino      | 33       | 6        |
| G. Ticozzelli  | 29       | 4        |
| G. Xotta       | 27       | 0        |